# سفارة سوريا في أوكرانيا
سفارة سوريا في أوكرانيا هي البعثة الدبلوماسية الرسمية للجمهورية العربية السورية في أوكرانيا .

## تاريخ
في ديسمبر/كانون الأول 1991، اعترفت سوريا بـأوكرانيا بعد إعلان استقلالها ، وتم تأسيس العلاقات الدبلوماسية بين البلدين في 31 مارس/آذار 1992. في 25 أبريل/نيسان 2005، تم افتتاح السفارة السورية في كييف رسميا.
وبعد بجرائم الحرب التي ارتكبها نظام بشار الأسد وانتهاكات حقوق الإنسان خلال الحرب الأهلية السورية ، قررت الحكومة الأوكرانية إغلاق سفارتها في دمشق ، كما أٌجبرت هذه السفارة في كييف على الإغلاق بحلول عام 2018. 
في 30 يونيو/حزيران 2022، وبعد أن اعترفت سوريا البعثية بجمهورية لوغانسك ودونيتسك الشعبيتين كدولتين مستقلتين عن أوكرانيا، أعلنت أوكرانيا قطع علاقاتها مع سوريا، وفرضت عقوبات اقتصادية على الجماعات والأفراد المرتبطين بها في سوريا. 
في 30 ديسمبر/كانون الأول 2024، وبعد سقوط نظام الأسد ، التقى وزير خارجية أوكرانيا أندريه سيبيها والزعيم الفعلي لسوريا أحمد الشرع في دمشق ، حيث ناقشا سبل استعادة العلاقات الثنائية بين أوكرانيا وسوريا . 